# Pico Samelar
El pico Samelar es una montaña de Cantabria (España) situada en los Picos de Europa. Tiene 2237 m s. n. m., una prominencia de 73 y una relevancia del 39,90%. Está separado del pico de San Carlos (2214 m s. n. m.) por un amplio collado llamado también de San Carlos.